# غاري ريتشاردز
غاري ريتشاردز (بالإنجليزية: Gary Richards)‏ (2 أغسطس 1963 بسوانزي في المملكة المتحدة - ) هو لاعب كرة قدم بريطاني في مركز الدفاع. لعب مع سوانزي سيتي وفوريست غرين وكامبريدج يونايتد ونادي باري تاون يونايتد ونادي توركي يونايتد ونادي سانت إيلي تاون ونيوبورت كونتي ولينكولن سيتي أف سي وSaltash United F.C. ‏ ونادي جونكوبينغ سودرا ‏ وهافرفوردويست ‏.

## وصلات خارجية
- غاري ريتشاردز على موقع قاعدة بيانات كرة القدم.إي يو (الإنجليزية)